# Hockey su slittino agli XI Giochi paralimpici invernali
Il torneo di hockey su slittino agli XI Giochi paralimpici invernali si è svolto dall'8 al 15 marzo 2014 nella Šajba Arena di Soči.
Gli Stati Uniti, detentori uscenti del titolo paralimpico, hanno nuovamente vinto la medaglia d'oro; la Russia ha conquistato quella d'argento e il Canada quella di bronzo.

## Calendario
| Misto |  |  |  |  |  |  |  |  | Finale |  | 1 |

## Nazioni qualificate e squadre
Nazioni qualificate (nazione ospitante, prime quattro classificate ai Mondiali 2013 e prime tre classificate all'apposito torneo di qualificazione paralimpica) e squadre presentate a Soči 2014:
| Posizione | Nazione       | Atleti |
| --------- | ------------- | --- |
| 1         | Russia        | Michail Ivanov, Vladimir Kamantcev, Aleksej Lysov, Maksim Andrijanov, Vasilii Varlakov, Vladimir Litvinenko, Vadim Seljukin, Ivan Kuznecov, Dmitrii Lisov, Konstantin Šichov, Ruslan Tučin, Aleksej Amosov, Il'ja Popov, Andrej Dvinjanikov, Evgenij Petrov, Nikolaj Terent'ev, Il'ja Volkov        |
| 2         | Canada        | Benoit St-Armand, Paul Rosen, Adam Dixon, Jean Labonté, Raymond Grassi, Graeme Murray, Hervé Lord, Derek Whitson, Marc Dorion, Jeremy Booker, Shawn Matheson, Greg Westlake, Billy Bridges, Todd Nicholson, Bradley Bowden                                                                          |
| 3         | Rep. Ceca     | Michal Vápenka, Libor Hulín, David Motycka, Jiří Berger, Tomáš Kvoch, Pavel Kubeš, Miroslav Hrbek, Zdeněk Šafránek, Erik Fojtík, Michal Geier, Jiří Rau, David Palát, Zdeněk Hábl, Zdeněk Krupička                                                                                                  |
| 4         | Norvegia      | Kristian Buen, Kjell Christian Hamar, Rolf Einar Pedersen, Eskil Hagen, Morten Værnes, Knut Andre Nordstoga, Ole Bjarte Austevoll, Emil Garmo Kirstistuen, Stig Tore Svee, Tor Joakim Rivera, Magnus Bogle, Emil Sørheim, Loyd Remi Pallander Solberg, Martin Hamre, Audun Bakke, Jan Roger Klakegg |
| 5         | Stati Uniti   | Jen Lee, Steve Cash, Andy Yohe, Tyler Carron, Nikko Landeros, Taylor Chace, Brody Roybal, Declan Farmer, Taylor Lipsett, Greg Shaw, Joshua Sweeney, Daniel McCoy, Kevin McKee, Adam Page, Rico Roman, Joshua Pauls, Paul Schaus                                                                     |
| 6         | Italia        | Santino Stillitano, Gabriele Araudo, Gianluigi Rosa, Gianluca Cavaliere, Bruno Balossetti, Giuseppe Condello, Florian Planker, Werner Winkler, Roberto Radice, Nils Larch, Andrea Chiarotti, Andrea Macri, Igor Stella, Christoph Depaoli, Valerio Corvino, Grégory Leperdi, Rupert Kanestrin       |
| 7         | Corea del Sud | Man-Gyun Yu, Young-Hoon Chung, Sung-Keun Sa, Young-Jae Cho, Dong-Shin Jang, Jong-Kyung Lee, Min-Su Han, Sang-Hyeon Park, Woo-Chul Park, Bae-Suk Choi, Young-Sung Kim, Seung-Hwan Jung, Ju-Seung Lee, Dea-Jung Kim, Byeong-Seok Cho, Young-Min Lee, Jong-Ho Jang                                     |
| 8         | Svezia        | Ulf Nilsson, Kenth Jonsson, Niklas Ingvarsson, Anders Wistrand, Rasmus Lundgren, Christian Hedberg, Marcus Holm, Axel Filip Silvstrand Ollson, Stefan Olsson, Aron Andersson, Per Kasperi, Peter Ojala, Gunnar From, Niklas Rakos                                                                   |

## Torneo

### Gruppo A

#### Partite
| 8 marzo 2014 ore 9:30 UTC+4 | Rep. Ceca | 1-2 dts marcatori | Norvegia | Šajba Arena |

| 8 marzo 2014 ore 13:00 UTC+4 | Canada | 10-1 marcatori | Svezia | Šajba Arena |

| 9 marzo 2014 ore 9:30 UTC+4 | Rep. Ceca | 2-1 dts marcatori | Svezia | Šajba Arena |

| 9 marzo 2014 ore 13:00 UTC+4 | Canada | 4-0 marcatori | Norvegia | Šajba Arena |

| 11 marzo 2014 ore 13:00 UTC+4 | Norvegia | 2-0 marcatori | Svezia | Šajba Arena |

| 11 marzo 2014 ore 20:00 UTC+4 | Canada | 1-0 marcatori | Rep. Ceca | Šajba Arena |

#### Classifica
| Nazione   | Giocate | Vinte | Vinte al tempo supplementare | Perse al tempo supplementare | Perse | Gol fatti | Gol subiti | Differenza reti | Punti |
| --------- | ------- | ----- | ---------------------------- | ---------------------------- | ----- | --------- | ---------- | --------------- | ----- |
| Canada    | 3       | 3     | 0                            | 0                            | 0     | 15        | 1          | +14             | 6     |
| Norvegia  | 3       | 1     | 1                            | 0                            | 1     | 4         | 5          | -1              | 5     |
| Rep. Ceca | 3       | 0     | 1                            | 1                            | 1     | 3         | 3          | 0               | 3     |
| Svezia    | 3       | 0     | 0                            | 1                            | 2     | 2         | 14         | -12             | 1     |

     Qualificate al girone per le medaglie
     Qualificate al girone per i piazzamenti

### Gruppo B

#### Partite
| 8 marzo 2014 ore 16:30 UTC+4 | Stati Uniti | 5-1 marcatori | Italia | Šajba Arena |

| 8 marzo 2014 ore 20:00 UTC+4 | Russia | 2-3 dts marcatori | Corea del Sud | Šajba Arena |

| 9 marzo 2014 ore 16:30 UTC+4 | Stati Uniti | 3-0 marcatori | Corea del Sud | Šajba Arena |

| 9 marzo 2014 ore 20:00 UTC+4 | Russia | 7-0 marcatori | Italia | Šajba Arena |

| 11 marzo 2014 ore 9:30 UTC+4 | Corea del Sud | 1-2 marcatori | Italia | Šajba Arena |

| 11 marzo 2014 ore 16:30 UTC+4 | Stati Uniti | 1-2 marcatori | Russia | Šajba Arena |

#### Classifica
| Nazione       | Giocate | Vinte | Vinte al tempo supplementare | Perse al tempo supplementare | Perse | Gol fatti | Gol subiti | Differenza reti | Punti |
| ------------- | ------- | ----- | ---------------------------- | ---------------------------- | ----- | --------- | ---------- | --------------- | ----- |
| Russia        | 3       | 2     | 0                            | 0                            | 0     | 8         | 1          | +7              | 7     |
| Stati Uniti   | 3       | 1     | 0                            | 1                            | 0     | 9         | 3          | +6              | 6     |
| Italia        | 3       | 1     | 0                            | 0                            | 2     | 3         | 13         | -10             | 3     |
| Corea del Sud | 3       | 0     | 1                            | 0                            | 2     | 4         | 7          | -2              | 20'   |

     Qualificate al girone per le medaglie
     Qualificate al girone per i piazzamenti

### Girone per i piazzamenti

#### Semifinali
| 12 marzo 2014 ore 16:00 UTC+4 | Italia | 3-2 dts marcatori | Svezia | Šajba Arena |

| 12 marzo 2014 ore 20:00 UTC+4 | Rep. Ceca | 2-0 marcatori | Corea del Sud | Šajba Arena |

#### Finali
Finale per il 7º posto
| 14 marzo 2014 ore 13:00 UTC+4 | Svezia | 2-0 marcatori | Corea del Sud | Šajba Arena |

Finale per il 5º posto
| 14 marzo 2014 ore 20:00 UTC+4 | Italia | 0-3 marcatori | Rep. Ceca | Šajba Arena |

### Girone per le medaglie

#### Semifinali
| 13 marzo 2014 ore 13:00 UTC+4 | Russia | 4-0 marcatori | Norvegia | Šajba Arena |

| 13 marzo 2014 ore 20:00 UTC+4 | Canada | 0-3 marcatori | Stati Uniti | Šajba Arena |

#### Finali
Finale per il bronzo
| 15 marzo 2014 ore 13:00 UTC+4 | Norvegia | 0-3 marcatori | Canada | Šajba Arena |

Finale per l'oro
| 15 marzo 2014 ore 20:00 UTC+4 | Russia | 0-1 marcatori | Stati Uniti | Šajba Arena |

## Classifica finale
| Posizione | Nazione       |
| --------- | ------------- |
| 1         | Stati Uniti   |
| 2         | Russia        |
| 3         | Canada        |
| 4         | Norvegia      |
| 5         | Rep. Ceca     |
| 6         | Italia        |
| 7         | Svezia        |
| 8         | Corea del Sud |

## Medagliere
| Posizione | Paese       |   |   |   | Totale |
| --------- | ----------- | - | - | - | ------ |
| 1         | Stati Uniti | 1 | 0 | 0 | 1      |
| 2         | Russia      | 0 | 1 | 0 | 1      |
| 3         | Canada      | 0 | 0 | 1 | 1      |
| Totale    | Totale      | 1 | 1 | 1 | 3      |